# 巴卜達
巴卜達是黎巴嫩的城鎮，也是黎巴嫩山省的首府，並且作為黎巴嫩的首都貝魯特的衛星都市，距離貝魯特僅9公里。面積10.52平方公里，海拔高度290米，2017年人口約36,688。